# Семья как семья
«Семья как семья», или «Ко́робовы встречают Новый год» — советский новогодний телефильм 1970 года режиссёра Бориса Ниренбурга.
Впервые фильм был показан вечером 31 декабря 1970 года после концерта мастеров искусств и программы «Время» по Первой программе Центрального телевидения СССР и оставался главным новогодним фильмом страны до появления фильма «Ирония судьбы, или С лёгким паром!».

## Сюжет
Обычная советская семья мастера трикотажной фабрики Коробова в канун Нового года. Идёт обычная подготовка к празднику, накрывается новогодний стол c «селёдкой под шубой», салатом из крабов и мандаринами, устанавливается ёлка. Повзрослевшие дети — два сына и дочь — решают встречать Новый год со своими друзьями и под разными предлогами покидают дом. Огорчённые их уходом, пожилые родители остаются дома одни, но ближе к бою курантов дети вместе возвращаются домой, а заодно приводят своих друзей.

## В ролях
- Людмила Целиковская — Татьяна Ивановна Коробова, медсестра
- Александр Граве — Николай Николаевич Коробов, мастер цеха
- Евгений Карельских — Борис Коробов, сын, студент-медик
- Владимир Иванов — Виктор Коробов, младший сын, разнорабочий
- Т. Михайлова — Лена Коробова, дочь, модница
- Эльва Луценко — Брусничкина, соседка Коробовых
- Михаил Погоржельский — Фёдор Брусничкин, сосед Коробовых
- Нелли Пшённая — Светлана, невеста Бориса
- Юрий Волынцев — Дед Мороз
- Александр Халецкий — Красовский, ведущий показа модной одежды
- Н. Семенова — Таня
- С. Бондарева — Наташа, подруга Лены
- Н. Дорошенко — Надя, подруга Лены
- Игорь Костолевский — студент МАИ
- Сергей Проханов — участник новогодней вечеринки, приятель Лены
- Виталий Мишле — певец в кафе, исполнитель романсов
- Валерий Беляков — студент в кафе
- Иван Дыховичный — студент в кафе